# Blow Away
«Blow Away» es una canción del músico británico George Harrison, publicada en su octavo álbum de estudio George Harrison (1979). La canción fue también publicada como primer sencillo extraído del álbum, con «Soft-Hearted Hana» como cara B en su edición estadounidense y con «Soft Touch» en su edición británica. El sencillo alcanzó el puesto 51 en la lista británica UK Singles Chart y el 16 en la lista estadounidense Billboard Hot 100.

## Composición
En su autobiografía I, Me, Mine, Harrison comentó que «Blow Away» surgió de sentimientos de melancolía y de insuficiencia que sirvieron como un recordatorio de que él, de hecho, «amaba a todo el mundo» y debía tratar de ser más optimista. Además, señaló que, aunque en un principio no le gustaba la melodía, pensando que era demasiado simple, la canción creció a medida que comenzó a grabarla.
Tal y como reconoció el propio músico, «Blow Away» es una de las canciones de su catálogo musical más sencillas, con un sonido pop lejano a la música dominante de la época como la música disco y el punk. «Blow Away», compuesta durante un día lluvioso que se refiere en la primera estrofa, fue también incluida en Nuns on the Run, una comedia de Eric Idle y Robbie Coltrane.

## Video musical
«Blow Away» fue acompañado de un video musical sencillo con varias tomas de George cantando la canción y sobrepuestas sobre imágenes de nubes y de paisajes, y en algunos casos, con la compañía de juguetes a mayor tamaño: un pato de goma, un cisne y un perro. El videoclip, de un estilo simplista, fue emitido con frecuencia en MTV y en VH1. 
«Blow Away» se convirtió en una de las canciones más populares de Harrison entre seguidores. En 2010, los oyentes de AOL Radio la eligieron como la segunda mejor canción de Harrison, solo por detrás de «My Sweet Lord», en una encuesta elaborada por la cadena.
La canción fue recopilada también en Best of Dark Horse 1976-1989 (1989), y en su recopilatorio póstumo Let It Roll: Songs by George Harrison (2009).

## Posición en listas
«Blow Away» alcanzó el puesto 51 en la lista británica UK Singles Chart, su mejor resultado comercial para un sencillo desde la publicación de «You», que llegó al puesto 38. En los Estados Unidos, la canción llegó al puesto 16 de la lista Billboard Hot 100 y al dos en la lista Adult Contemporary Chart, mientras que en Canadá alcanzó el puesto 7.